# 白俄罗斯左翼党“公正世界”
白俄罗斯左翼党“公正世界”是白俄罗斯的一个已不存在的共产主义政党。1991年12月7日，该党作为白俄罗斯共产党 (1918年)的继承者成立，当时取名为白俄罗斯共产党人党。1996年，该党分裂出白俄罗斯共产党。2009年10月，该党改名为白俄罗斯联合左翼党“公正世界”。但后来该党在白俄罗斯司法部登记注册时，在司法部的要求下，将党名去掉“联合”二字，理由是该党并未合并其它任何组织。该党长期反对卢卡申科政权。2023年6月30日，白俄罗斯司法部决定拒绝该党重新登记；同年9月29日，该党被白俄罗斯最高法院正式解散，成为白俄罗斯最后一个被解散的反对党。